# Música da série de filmes O Hobbit
A música da série de filmes O Hobbit está sendo composta, orquestrada, realizada e produzida por Howard Shore, que também participou do desenvolvimento da trilha da trilogia O Senhor dos Anéis. A música será mais uma vez realizada pela Orquestra Filarmônica de Londres como foi para O Senhor dos Anéis.
O álbum de The Hobbit: An Unexpected Journey Original Motion Picture Soundtrack recebeu indicações para vários prêmios e chegou no top 10 paradas em vários países.

## The Hobbit: An Unexpected Journey
A trilha sonora do filme The Hobbit: An Unexpected Journey foi lançada em 14 de dezembro de 2012. Ele foi lançado em edição padrão e edição especial, com ambos chegando em formato de dois discos. A edição especial dupla da trilha sonora contém quatro faixas bônus em relação à edição padrão dupla. A lista completa foi divulgada em novembro de 2012 — a ordem das faixas respeita o desenrolar do filme.

## Temas principais

### Primeira aparição emAn Unexpected Journey
- "Montanha solitaria": Representa a Companhia dos Anões e sua busca para recuperar Erebor. É também a base para a "Canção da Montanha Solitária", de Neil Finn.
- Tema de Bilbo: um tema para representar Bilbo Baggins, o protagonista principal.
- Tema de Thorin: Um motivo subindo representando Thorin, o líder da empresa.
- Erebor tema: um tema crescente que representa a casa dos anões.
- Arkenstone tema: Um motivo coral que representa a maior jóia na posse dos Anões.
- Tema de Gandalf: Um motivo de cinco notas que representa Gandalf, o Cinzento. Este tema é diferente do que a de Gandalf, o Branco de O Senhor dos Anéis.
- "Radagast, o Castanho": um tema peculiar para Radagast, o Castanho.
- Heroísmo de Bilbo: Aparece no fim do filme, quando Bilbo salva a vida de Thorin.
- Excentricidade de Bilbo: Aparece como Bilbo luta com estilo de vida dos Anões e vive fora de sua zona de conforto.
- O tema Azog: Representa o principal antagonista do filme.
- Tema de Smaug: um tema ameaçador representando Smaug, o Dragão.
- Lua tema: Um motivo que representa runas lua dos anões, e as suas portas secretas.
- O Necromancer: tema agressivo e sombrio que representa o Necromancer.

### Primeira aparição nadesolação de Smaug
- Smaug ameaça: e o novo tema de Smaug e utilizado intrumentos chineses e troubetas agresivas que representa o terrivel dragão
- O tema Tauriel: e um tema violino cresente que representa Taruel a capitan elfa do Reino da floresta.
- Esgaroth: tema da cidade do lago e do governo do ganancioso o mestre da cidade, e utilizado instrumentos ingleses clássico.
- Bard tema: tema de Bard homem da cidade do lago.
- Reino da floresta: um coral de opera ameaçador que representa os perigosos elfos de Mirkwood.
- Príncipe da floresta: e o  tema de Legolas, tema e uma versão de bronze do tema Reino da floresta.
- Mirkwood: tema escuro que representa os perigos e ilusões de Mirkwood.
- Retornando em Erebor: tema cotem violino e um coral de opera que representa profecia do retorno dos anões em Erebor.
- Alem da floresta:um belo coral de opera querepresenta romance da elfa Taruel e o anão Kili.

| Disco 1 | |         |  |
| N.º     | Título | Duração |  |
| 1.      | "My Dear Frodo" | 8:04    |  |
| 2.      | "Old Friends" | 4:29    |  |
| 3.      | "An Unexpected Party" | 3:52    |  |
| 4.      | "Axe or Sword?" | 5:57    |  |
| 5.      | "Misty Mountains" (música de David Donaldson, David Long, Steve Roche e Janet Roddick; interpretada por Richard Armitage e o elenco de anão) | 1:42    |  |
| 6.      | "The Adventure Begins" | 2:04    |  |
| 7.      | "The World is Ahead" | 2:19    |  |
| 8.      | "An Ancient Enemy" | 4:58    |  |
| 9.      | "Radagast the Brown" | 4:54    |  |
| 10.     | "Roast Mutton" (contém trechos de "Misty Mountains" por Donaldson, Long, Roche e Roddick)                                                    | 4:02    |  |
| 11.     | "A Troll-hoard" | 2:39    |  |
| 12.     | "The Hill of Sorcery" | 3:50    |  |
| 13.     | "Warg-scouts" | 3:02    |  |

| Disco 2 | |             |  |
| Não.    | Título | Comprimento |  |
| 1.      | "The Hidden Valley" | 03:50       |  |
| 2.      | "Lua Runes" | 03:20       |  |
| 3.      | "O Defiler" | 01:13       |  |
| 4.      | "O Conselho Branco" | 07:19       |  |
| 5.      | "Ao longo Hill" (Contém trechos de "Misty Mountains", de Donaldson, Longo, Roche e Roddick [7] )                                 | 03:43       |  |
| 6.      | "A Batalha do trovão" | 03:55       |  |
| 7.      | "Under Hill" | 01:55       |  |
| 8.      | "Riddles in the Dark" | 05:21       |  |
| 9.      | "Brass Buttons" | 07:37       |  |
| 10.     | "Out of the Frying Pan" | 05:54       |  |
| 11.     | "Um bom presságio" | 05:46       |  |
| 12.     | "Canção da Montanha Solitária" (Letras e desempenho por Neil Finn , [8] música por Finn, Donaldson, Longo, Roche e Roddick [7] ) | 04:09       |  |
| 13.     | "Sonhando com Bolsão" | 01:49       |  |

Edição Especial
O de dois discos edição especial contém seis faixas bônus e seis faixas estendidas.
| [hide]Disco 1 | |             |  |
| Não.          | Título | Comprimento |  |
| 1.            | "Meu querido Frodo" | 08:03       |  |
| 2.            | "Old Friends" (versão estendida) | 05:00       |  |
| 3.            | "Uma Festa Inesperada" | 04:08       |  |
| 4.            | "Diminuir o Knives" (Letra de JRR Tolkien, com música de Stephen Gallagher, realizado pelo elenco do anão, [7] Exclusive Bonus Track) | 01:01       |  |
| 5.            | "Axe ou espada?" | 05:59       |  |
| 6.            | "Misty Mountains" (realizado por Richard Armitage eo elenco do anão)                                                                  | 01:42       |  |
| 7.            | "The Adventure Begins" | 02:04       |  |
| 8.            | "O mundo é Ahead" (Contém trechos de "Misty Mountains", de Donaldson, Longo, Roche e Roddick [7] )                                    | 02:19       |  |
| 9.            | "Um inimigo antigo" | 04:56       |  |
| 10.           | "Radagast, o Castanho" (Extended Version)                                                                                             | 06:37       |  |
| 11.           | "O Trolls" (Exclusive Bonus Track) | 02:08       |  |
| 12.           | "Roast Mutton" (Extended Version) | 04:56       |  |
| 13.           | "A Troll-Hoard" | 03:38       |  |
| 14.           | "The Hill of Sorcery" | 03:50       |  |
| 15.           | "Warg-Scouts" | 03:02       |  |

| [hide]Disco 2 | |             |  |
| Não.          | Título | Comprimento |  |
| 1.            | "The Hidden Valley" | 03:50       |  |
| 2.            | "Lua Runes" (Extended Version)                                                                                                | 03:39       |  |
| 3.            | "O Defiler" | 01:14       |  |
| 4.            | "O Conselho de Branco" (Extended Version)                                                                                     | 09:40       |  |
| 5.            | "Ao longo Hill" (Contém trechos de "Misty Mountains", de Donaldson, Longo, Roche e Roddick [7] )                              | 03:42       |  |
| 6.            | "A Batalha do trovão" | 03:54       |  |
| 7.            | "Under Hill" | 01:54       |  |
| 8.            | "Riddles in the Dark" | 05:21       |  |
| 9.            | "Brass Buttons" | 07:37       |  |
| 10.           | "Out of the Frying Pan" | 05:55       |  |
| 11.           | "Um bom presságio" | 05:45       |  |
| 12.           | "Canção da Montanha Solitária" (Escrito e realizado por Neil Finn , [8] versão estendida)                                     | 06:00       |  |
| 13.           | "Sonhando com Bolsão" | 01:56       |  |
| 14.           | "Um Hobbit muito respeitável" (Exclusive Bonus Track)                                                                         | 01:20       |  |
| 15.           | "Erebor" (Exclusive Bonus Track)                                                                                              | 01:19       |  |
| 16.           | "Os Senhores Anões" (Exclusive Bonus Track)                                                                                   | 02:01       |  |
| 17.           | "The Edge of the Wild" (Contém trechos de "Misty Mountains", de Donaldson, Longo, Roche e Roddick; [7] Exclusive Bonus Track) |             |  |

### Recepção
| Classificações profissionais |               |
| Pontuações comentário        |               |
| Fonte                        | Classificação |
| ---------------------------- | ------------- |
| Allmusic                     | [9]           |
| Examiner.com                 | A + [10]      |
| Filmtracks.com               | [11]          |
| Movie Music UK               | [12]          |
| Música Muse                  | [13]          |
| MovieCues                    | [14]          |
| Tracksounds                  | [15]          |

A pontuação total foi nomeado no 11 º Critics Washington DC Area Film Association Awards , [16] e "Canção da Montanha Solitária" recebeu uma nomeação para os críticos Houston Film Society Awards . [17] Allmusic revisor 's escreveu favoravelmente sobre a álbum, mas observou que a trilha sonora não era tão "varrendo e épico que para [Jackson] O Senhor dos Anéis", atribuindo isso à escala menor da aventura de Bilbo, em comparação com os eventos de O Senhor dos Anéis. [9 ] Examiner.com , no entanto, foi muito positivo e observaram que a trilha sonora Hobbit montado o estilo eo tom de O Senhor dos Anéis, escrito de que a abertura de Uma viagem inesperada era muito melhor do que a de A Sociedade do Anel . [10 ] Em 2013, a pontuação para The Hobbit: An Unexpected Journey nono classificado de cem por melhores pontuações filme clássico FM'S.
O álbum ficou em vários países, alcançando o top dez paradas de álbuns na Coréia e Estados Unidos. Ele também foi premiado com um ouro certificação registro no Canadá.
| Gráfico                                       | Pico posição</thead> | Álbuns austríacos ( Ö3 Áustria ) [18] | 16 |
| Álbuns belgas ( Ultratop Flandres) [19]       | 25                   |                                       |    |
| Álbuns belgas ( Ultratop Valónia) [20]        | 54                   |                                       |    |
| Álbuns franceses ( SNEP ) [21]                | 70                   |                                       |    |
| Álbuns alemães ( Media Control ) [22]         | 14                   |                                       |    |
| Álbuns irlandeses ( IRMA ) [23]               | 79                   |                                       |    |
| Coreano Álbuns Internacionais ( Gaon ) [24]   | 8                    |                                       |    |
| Álbuns holandeses ( MegaCharts ) [25]         | 40                   |                                       |    |
| Nova Zelândia Álbuns ( Gravado NZ ) [26]      | 32                   |                                       |    |
| Álbuns Polonês ( ZPAV ) [27]                  | 28                   |                                       |    |
| Álbuns espanholas ( Promusicae ) [28]         | 28                   |                                       |    |
| Álbuns suecas ( Sverigetopplistan ) [29]      | 52                   |                                       |    |
| Álbuns suíços ( Schweizer Hitparade ) [30]    | 40                   |                                       |    |
| UK Albums ( OCC ) [31]                        | 61                   |                                       |    |
| EUA Billboard 200 [32]                        | 30                   |                                       |    |
| EUA Soundtrack Álbuns (Billboard) [33]        | 3                    |                                       |    |
| EUA Álbuns Top Independentes (Billboard) [34] | 3<tfoot></tfoot>     |                                       |    |

| Região | Certificado | Vendas / embarques</thead> | Canadá ( Music Canada ) [35] | Ouro | 40000 ^ |
| * números de vendas com base em certificação sozinho ^ embarques valores baseados em certificação sozinho x números não especificados com base na certificação sozinho <tfoot></tfoot> |             |                            |                              |      |         |

## A Desolação de Smaug
| O Hobbit: A Desolação de Smaug    |                                                                                   |
| --------------------------------- | --------------------------------------------------------------------------------- |
|                                   |                                                                                   |
| Soundtrack álbum por Howard Shore |                                                                                   |
| Lançamentos                       | 10 dez 2013                                                                       |
| Gravado                           | 2011-13                                                                           |
| Comprimento                       | 01:56:07 (Standard Edition) 02:09:17 (Special Edition)                            |
| Etiqueta                          | WaterTower Música , Decca Records                                                 |
| Produtor                          | Howard Shore , Peter Jackson( exec. ), Fran Walsh (exec.),Philippa Boyens (exec.) |
|                                   |                                                                                   |
|                                   |                                                                                   |
|                                   |                                                                                   |

O álbum da trilha sonora para a desolação de Smaug foi lançado em 10 de Dezembro de 2013, tanto Standard Edition e Special Edition. A capa da edição especial caracteriza o projeto usado para a edição especial da trilha sonora para uma viagem inesperadaem um fundo roxo.

### Lista da trilha
Toda a música composta por Howard Shore, exceto onde indicado.
Standard edition
| Disco 1 |                               |             |  |
| Não.    | Título                        | Comprimento |  |
| 1.      | "The Quest for Erebor"        | 03:22       |  |
| 2.      | "Wilderland"                  | 04:56       |  |
| 3.      | "A Casa de Beorn"             |             |  |
| 4.      | "Mirkwood"                    |             |  |
| 5.      | "Moscas e Aranhas"            |             |  |
| 6.      | "O reino da floresta"         |             |  |
| 7.      | "Festa da luz das estrelas"   | 02:48       |  |
| 8.      | "Barris Fora de James Bond"   | 01:50       |  |
| 9.      | "O River Forest"              |             |  |
| 10.     | "Bard, um Homem de Lake-Town" |             |  |
| 11.     | "The High Fells"              |             |  |
| 12.     | "The Nature of Evil"          | 03:20       |  |
| 13.     | "Protector do cidadão comum"  | 03:35       |  |

| Disco 2 |                                                   |             |  |
| Não.    | Título                                            | Comprimento |  |
| 1.      | "Três vezes bem-vindo"                            | 03:33       |  |
| 2.      | "Girion, Senhor do Dale"                          |             |  |
| 3.      | "Povo de Durin"                                   |             |  |
| 4.      | "In the Shadow of the Mountain"                   | 02:15       |  |
| 5.      | "A Spell de ocultação"                            |             |  |
| 6.      | "À porta"                                         | 07:46       |  |
| 7.      | "A coragem de Hobbits"                            | 03:00       |  |
| 8.      | "Informação Privilegiada"                         | 03:48       |  |
| 9.      | "Kingsfoil"                                       | 02:25       |  |
| 10.     | "Um mentiroso e um ladrão"                        | 03:41       |  |
| 11.     | "Os caçadores"                                    |             |  |
| 12.     | "Smaug"                                           |             |  |
| 13.     | "A minha armadura é de ferro"                     | 05:16       |  |
| 14.     | "I See Fire" (Escrito e realizado por Ed Sheeran) | 05:00       |  |
| 15.     | "Beyond the Forest"                               | 05:25       |  |

Edição Especial
A edição especial contém uma faixa bônus e doze faixas estendidas.
| Disco 1 |                                                  |             |  |
| Não.    | Título                                           | Comprimento |  |
| 1.      | "The Quest for Erebor"                           | 03:22       |  |
| 2.      | "Wilderland"                                     | 04:56       |  |
| 3.      | "A Necromancer" (Bonus Track)                    | 02:54       |  |
| 4.      | "A Casa de Beorn" (Extended Version)             | 04:52       |  |
| 5.      | "Floresta das Trevas" (Extended Version)         | 05:31       |  |
| 6.      | "Moscas e Aranhas" (Extended Version)            | 09:35       |  |
| 7.      | "O reino da floresta" (Extended Version)         | 05:14       |  |
| 8.      | "Festa da luz das estrelas"                      | 02:48       |  |
| 9.      | "Barris Fora de James Bond"                      | 01:50       |  |
| 10.     | "O River Forest" (Extended Version)              | 05:10       |  |
| 11.     | "Bard, um Homem de Lake-Town" (Extended Version) | 03:18       |  |
| 12.     | "The High Fells" (Extended Version)              | 03:38       |  |
| 13.     | "The Nature of Evil"                             | 03:20       |  |
| 14.     | "Protector do cidadão comum"                     | 03:35       |  |

| Disco 2 |                                                     |             |  |
| Não.    | Título                                              | Comprimento |  |
| 1.      | "Três vezes bem-vindo"                              | 03:33       |  |
| 2.      | "Girion, Senhor do Dale" (Extended Version)         | 04:15       |  |
| 3.      | "Povo de Durin" (Extended Version)                  | 03:04       |  |
| 4.      | "In the Shadow of the Mountain"                     | 02:15       |  |
| 5.      | "A Spell de ocultação" (Extended Version)           | 03:22       |  |
| 6.      | "À porta"                                           | 07:46       |  |
| 7.      | "A coragem de Hobbits"                              | 03:00       |  |
| 8.      | "Informação Privilegiada"                           | 03:48       |  |
| 9.      | "Kingsfoil"                                         | 02:25       |  |
| 10.     | "Um mentiroso e um ladrão"                          | 03:41       |  |
| 11.     | "Os caçadores" (versão estendida)                   | 09:55       |  |
| 12.     | "Smaug" (Extended Version)                          | 06:29       |  |
| 13.     | "A minha armadura é de ferro"                       | 05:16       |  |
| 14.     | " I See Fogo "(Escrito e realizado por Ed Sheeran ) | 05:00       |  |
| 15.     | "Beyond the Forest"                                 | 05:25       |  |

#### Gráficos
| Gráfico | Pico posição</thead> | Álbuns espanholas ( Promusicae ) [36] | 39 |